# 平壤產科醫院
平壤產科醫院（：／），是朝鮮首都平壤的婦產科醫院，成立於1980年，有2000間病房，1000張病床。

## 概要
平壤產科醫院，是朝鮮最大的婦產科醫院，它是因國家免費醫療政策成立，也以醫療水準高聞名。